# Karangawen (Girisubo)
Karangawen is een bestuurslaag in het regentschap Gunung Kidul van de provincie Jogjakarta, Indonesië. Karangawen telt 1464 inwoners (volkstelling 2010).